# Schedelhuis

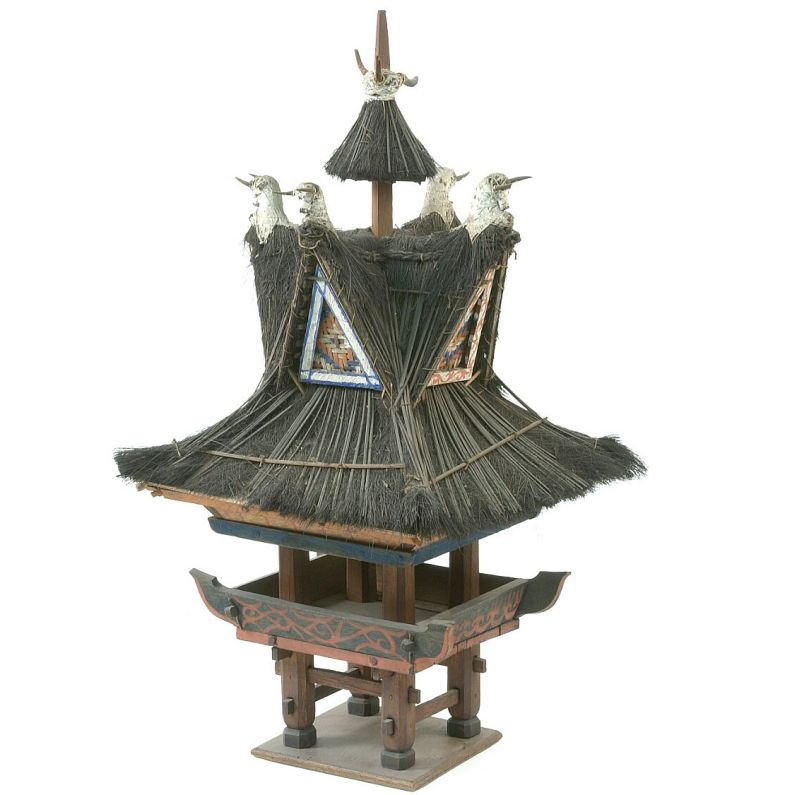
Houten model van een Karo-Batak schedelhuis

Een schedelhuis (geriten) of knekelhuis is een plaats waar de overblijfselen van overledenen worden bewaard. Het schedelhuis komt voor in Karo (Sumatra) en wordt gebruikt door de Batak.
Lichamen werden vaak jarenlang opgenomen in een dodenhuis buiten de nederzetting. Na een tijd, als er genoeg geld is verzameld voor het vieren van het grote dodenfeest tiwah, waarbij zielen geacht werden naar het zielenland te vertrekken met behulp van priesterlijke bemiddeling, worden de beenderen van de overledene in een doek gewikkeld en opgenomen in een knekelhuisje of een grote aardewerken pot, beide op een paal geplaatst.

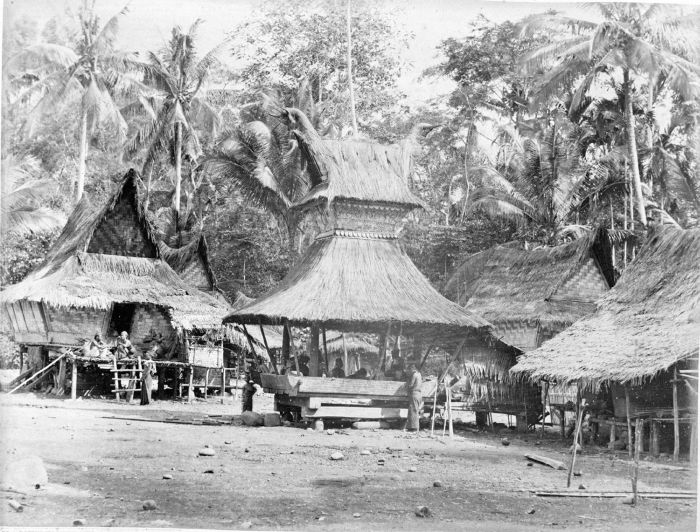
Dorpsgezicht met schedelhuis van de Batakkers in kampong Blintang, Wereldmuseum Amsterdam